# Bari (jezik)
Bari jezik (beri; ISO 639-3: bfa), jezik istoimenog nilotskog plemena kojim govori oko 480 000 ljudi u Sudanu i Ugandi. Dio plemena Bari koji danas živi u Demokratskoj Republici Kongo danas govori dijalektom jezika logo [log].
Bari je nilsko-saharski jezik nilotske skupine, a pripada s jezicima kakwa [keo] iz Ugande i mandari [mqu] iz Sudana podskupini bari.
U Sudanu (420 000; 2000) se govori na obje obale Nila, na zapadnoj obali južno od Terakeke, i na istočnoj južno od Mongalle.
Dijalekti su mu bari, kuku (26 400), nyangbara (nyangwara, nyambara; 18 000), nyepu (nyefu, nyepo, nypho, ngyepu; 3 400), pöjulu (pajulu, fadjulu, mondari (mandari, mundari), fajelu, madi; 25 000) i ligo (liggo). Pismo: latinica.

## Vanjske poveznice
- Ethnologue (14th)
- Ethnologue (15th)